# Rivière Blanche Nord-Ouest
Rivière Blanche Nord-Ouest är ett vattendrag i Kanada.   Det ligger i provinsen Québec, i den sydöstra delen av landet, 300 km norr om huvudstaden Ottawa. Rivière Blanche Nord-Ouest ligger vid sjön Lac Arapotakakamak.
I omgivningarna runt Rivière Blanche Nord-Ouest växer i huvudsak blandskog. Trakten runt Rivière Blanche Nord-Ouest är nära nog obefolkad, med mindre än två invånare per kvadratkilometer.